# گلن برانکا
گلن برانکا (انگلیسی: Glenn Branca؛ ۶ اکتبر ۱۹۴۸ – ۱۳ مهٔ ۲۰۱۸) گیتاریست و آهنگساز آوان-گارد اهل ایالات متحده آمریکا بود. او بیشتر به‌خاطر استفاده‌اش از موسیقی مینیمال، زمینه‌نوا، کوک‌های متفاوت گیتار و سری‌های هارمونیک شناخته می‌شود. برانکا سال ۲۰۰۹، جایزهٔ کمک‌هزینهٔ بنیاد هنرهای معاصر را دریافت کرد.